# Mosquitos (novela)
Mosquitos (Mosquitoes) es una novela cómica del autor estadounidense William Faulkner, publicada en 1927. Es la segunda novela de Faulkner, y en ella se cuenta las desventuras de los pasajeros de un crucero, detallados hora por hora y día por día. Es muy importante aclarar que el nombre procede de la palabra mosquito (bicho volador que causa estragos en el cuerpo)